# Cour fédérale des finances
La Cour fédérale des finances (en allemand : Bundesfinanzhof) est l'un des cinq tribunaux fédéraux suprêmes de l'Allemagne. Elle est chargée de la fiscalité et des douanes et fut créée en 1950, succédant à la Cour suprême des Finances du Reich allemand (Reichsfinanzhof, établie en 1918). Elle siège à Munich.